# Nuoto ai Giochi della VIII Olimpiade - 100 metri dorso femminili
La gara dei 100 metri dorso femminili dei Giochi di Parigi 1924 si disputò in due turni il 19 e 20 luglio. Le atlete partecipanti furono 10, provenienti da 5 nazioni.

## Primo turno
Si è disputato il 19 luglio. Le prime due di ogni batteria più il miglior tempo avanzarono alla finale.
- Batteria 1

| Pos. | Atleta            | Nazione       | Tempo  | Note |
| ---- | ----------------- | ------------- | ------ | ---- |
| 1    | Sybil Bauer       | Stati Uniti   | 1'24"0 | Q,   |
| 2    | Phyllis Harding   | Gran Bretagna | 1'29"6 | Q    |
| 3    | Florence Chambers | Stati Uniti   | 1'32"0 | q    |
| 4    | Ellen King        | Gran Bretagna | 1'38"2 |      |
| 5    | Lucienne Rouet    | Francia       | 1'43"8 |      |

- Batteria 2

| Pos. | Atleta            | Nazione        | Tempo  | Note |
| ---- | ----------------- | -------------- | ------ | ---- |
| 1    | Aileen Riggin     | Stati Uniti    | 1'29"6 | Q    |
| 2    | Jarmila Müllerová | Cecoslovacchia | 1'37"0 | Q    |
| 3    | Helen Boyle       | Gran Bretagna  | 1'43"0 |      |
| 4    | Alice Stoffel     | Francia        | 1'44"0 |      |
| 5    | Renée Brasseur    | Lussemburgo    | 1'51"4 |      |

## Finale
Si è disputata il 20 luglio
| Pos.    | Atleta            | Nazione        | Tempo  | Note            |
| ------- | ----------------- | -------------- | ------ | --------------- |
| Oro     | Sybil Bauer       | Stati Uniti    | 1'23"2 | Record olimpico |
| Argento | Phyllis Harding   | Gran Bretagna  | 1'27"4 |                 |
| Bronzo  | Aileen Riggin     | Stati Uniti    | 1'28"2 |                 |
| 4       | Florence Chambers | Stati Uniti    | 1'30"8 |                 |
| 5       | Jarmila Müllerová | Cecoslovacchia | 1'31"2 |                 |